# Ramón Amadeu

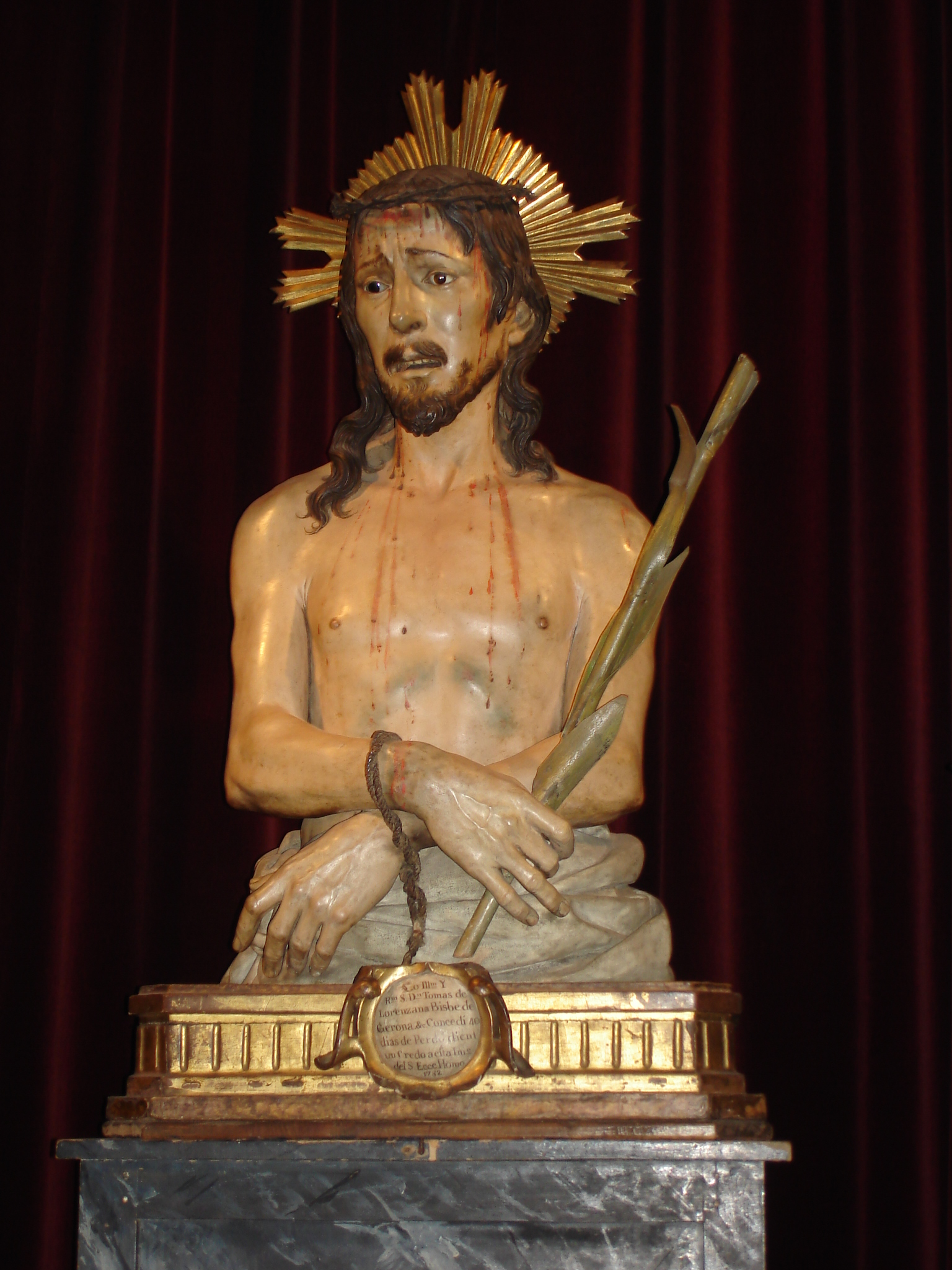
Ecce Homo de Ramón Amadeu.

Ramón Amadeu (1745 - Barcelona, 1821) fue un escultor español.

## Biografía
Nació en Barcelona en 1745. Residió en esta ciudad hasta 1809, de la que huyó perseguido por los franceses a Olot, en donde labró diversas imágenes siendo las más notables un Santo Cristo y La Virgen del primer dolor de Castellón de Ampurias y una Virgen de la Piedad; San Bruno para la Iglesia de San Jaime de Barcelona; Santa Teresa para la de los Santos Justo y Pastor; Santa Ana con la Virgen en brazos y San Joaquín, grupo que se venera en la ex colegiata de Santa Ana y la del beato José Oriol, para la de San Severo, etc.
Modeló además un sinnúmero de preciosas figurillas para nacimientos (colección Gelabert, Olot).